# Noria del Gato
Noria del Gato är en ort i Mexiko.   Den ligger i kommunen Villa de Ramos och delstaten San Luis Potosí, i den centrala delen av landet, 500 km nordväst om huvudstaden Mexico City. Noria del Gato ligger 2 017 meter över havet och antalet invånare är 440.
Terrängen runt Noria del Gato är en högslätt. Runt Noria del Gato är det glesbefolkat, med 15 invånare per kvadratkilometer. Närmaste större samhälle är Dulce Grande, 6,2 km norr om Noria del Gato. Omgivningarna runt Noria del Gato är i huvudsak ett öppet busklandskap.